# 橘為仲
橘 為仲（たちばな の ためなか）は、平安時代後期の貴族・歌人。筑前守・橘義通の子。官位は正四位下・太皇太后宮亮。

## 経歴
蔵人・左衛門権佐・太皇太后宮亮を務める一方、淡路守・越後守・陸奥守などの地方官を歴任。いわゆる受領歌人の一人である。藤原頼通の時代の歌会で活躍した。和歌六人党の一人に数えられることもある。
『後拾遺和歌集』以下の勅撰和歌集に10首の和歌が入集している。家集に『橘為仲朝臣集』（『為仲集』）が、日記として『橘為仲記』（散逸）があった。

## 系譜
- 父：橘義通
- 母：藤原挙直の娘
- 妻：不詳
  - 男子：橘義仲